# Myzomorphus sparsimflabellatus
Myzomorphus sparsimflabellatus är en skalbaggsart som beskrevs av Dmytro Zajciw 1963. Myzomorphus sparsimflabellatus ingår i släktet Myzomorphus och familjen långhorningar. Inga underarter finns listade i Catalogue of Life.